# Coombs Hills
Die Coombs Hills sind ein Gebiet zerklüfteter und größtenteils schneefreier Hügel und Täler im ostantarktischen Viktorialand. Sie liegen zwischen dem Odell-Gletscher und dem Cambridge-Gletscher.
Die neuseeländische Nordgruppe der Commonwealth Trans-Antarctic Expedition (1955–1958) entdeckte sie 1957 und benannte sie nach dem neuseeländischen Mineralogen und Petrologen Douglas Saxon Coombs (* 1924) von der University of Otago, welcher der Expedition bei der Bereitstellung petrologischer Ausrüstung behilflich war.